# エドモンソン郡 (ケンタッキー州)
エドモンソン郡（英: Edmonson County）は、アメリカ合衆国ケンタッキー州の南部に位置する郡である。2010年国勢調査での人口は12,161人であり、2000年の11,644人から4.4%増加した。郡庁所在地は唯一の法人化都市であるブラウンズビル市（人口836人）である。エドモンソン郡1826年に設立され、郡名はアメリカ独立戦争の古参兵であり、米英戦争のフレンチタウンの戦いで戦死したジョン・エドモンソン大尉（1764年-1813年）に因んで名付けられた。
エドモンソン郡はボーリンググリーン大都市圏に属している。郡内のどこにおいてもアルコール飲料の販売が禁止されている「ドライ郡」（禁酒郡）である。

## 地理
アメリカ合衆国国勢調査局に拠れば、郡域全面積は308.01平方マイル (797.7 km2)であり、このうち陸地302.62平方マイル (783.8 km2)、水域は5.39平方マイル (14.0 km2)で水域率は1.75%である。

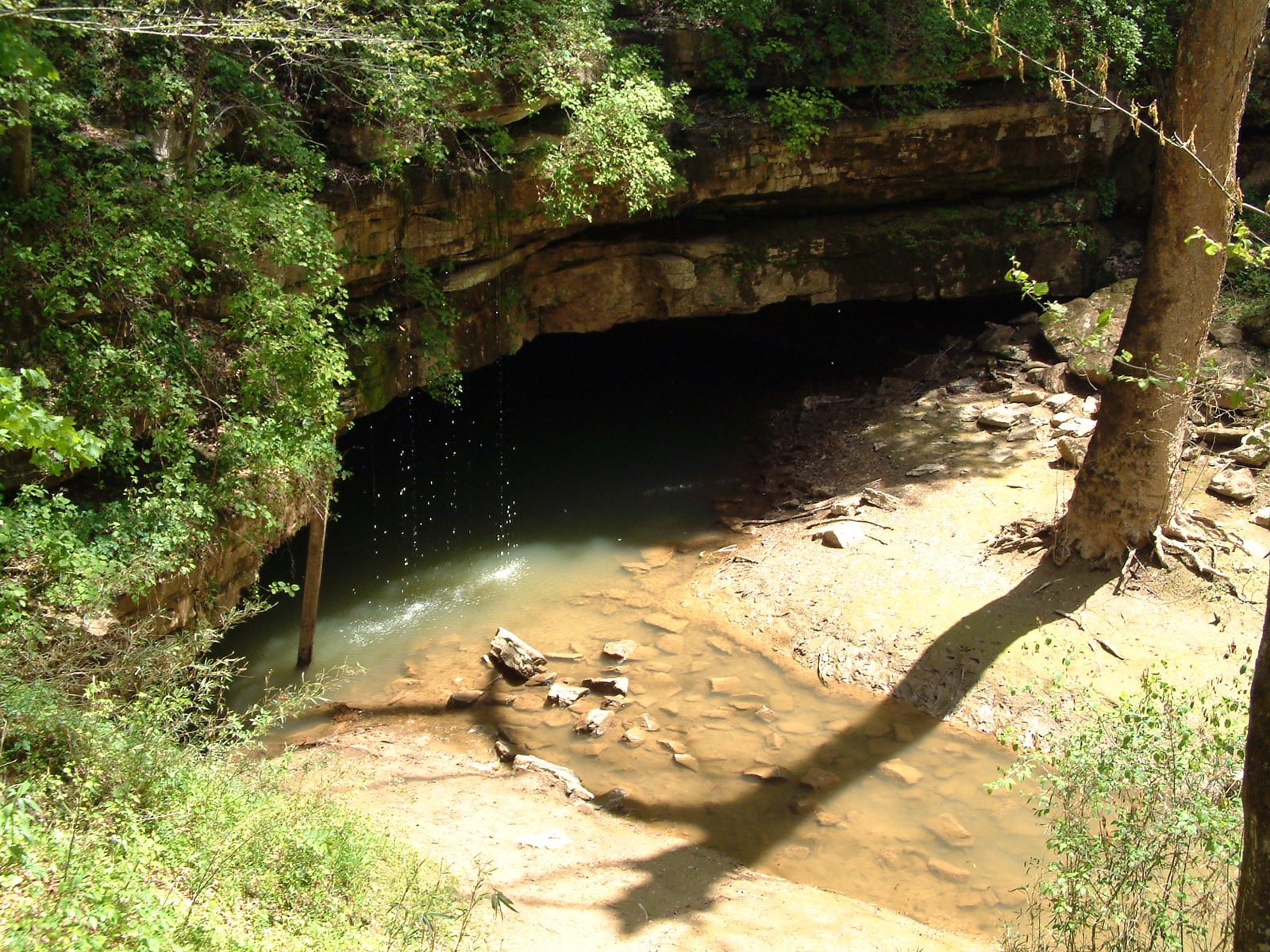
マンモス・ケーブ国立公園

### 交通
エドモンソン郡を通る幹線道路は2本ある。郡内に交通信号機は無い。
ケンタッキー州道70号線が東西方向の幹線であり、郡の横幅にわたって通っている。
ケンタッキー州道259号線は、北のグレイソン郡からビースプリングの町近くで郡内に入っている。グリーン川に架かる橋（郡内で唯一グリーン川に架かる橋）を渡り、ケンタッキー州道101号線と交差する。そこからは南東方向に分かれ、101号線が南北方向の幹線として南に下り、チャリービートスプリングスの南で、ウォーレン郡に抜けている。
さらにケンタッキー州道185線はウォーレン郡のボーリンググリーンとグレイソン郡各所を繋ぐ南北路であり、州間高速道路65号線（ボーリンググリーンからエリザベスタウンやルイビルに向かう）とウィリアム・H・ナッチャー・パークウェイ（ボーリンググリーンからオーエンズボロに向かう）との間にある北の地点を繋いでいる。郡内にはラウンドヒルの町近くで入り、バトラー郡との郡境に並行して北に進み、リーディの南でグレイソン郡に抜けている。
州間高速道路65号線は郡の南東隅をかすめているが、アクセスできるインターチェンジが無い。この道は古いアメリカ国道31号線西に並行しており、この31号線西は郡の南東隅を抜けている。

### 隣接する郡
- グレイソン郡 - 北
- ハート郡 - 東
- バーレン郡 - 南東
- ウォーレン郡 - 南西
- バトラー郡 - 西

### 国立保護地域
- マンモス・ケーブ国立公園（部分）

## 人口動態
以下は2000年国勢調査による人口統計データである。
| 基礎データ - 人口: 11,644人 - 世帯数: 4,648 世帯 - 家族数: 3,462 家族 - 人口密度: 15人/km2（38人/mi2） - 住居数: 6,104軒 - 住居密度: 8軒/km2（20軒/mi2） 人種別人口構成 - 白人: 98.39% - アフリカン・アメリカン: 0.58% - ネイティブ・アメリカン: 0.44% - アジア人: 0.07% - その他の人種: 0.06% - 混血: 0.46% - ヒスパニック・ラテン系: 0.56% 年齢別人口構成 - 18歳未満: 23.6% - 18-24歳: 9.0% - 25-44歳: 27.8% - 45-64歳: 25.3% - 65歳以上: 14.4% - 年齢の中央値: 38歳 - 性比（女性100人あたり男性の人口） - 総人口: 92.5 - 18歳以上: 89.3 | 世帯と家族（対世帯数） - 18歳未満の子供がいる: 31.8% - 結婚・同居している夫婦: 62.2% - 未婚・離婚・死別女性が世帯主: 8.9% - 非家族世帯: 25.5% - 単身世帯: 22.4% - 65歳以上の老人1人暮らし: 9.6% - 平均構成人数 - 世帯: 2.47人 - 家族: 2.88人 収入と家計 - 収入の中央値 - 世帯: 25,413米ドル - 家族: 31,843米ドル - 性別 - 男性: 26,770米ドル - 女性: 17,158米ドル - 人口1人あたり収入: 14,480米ドル - 貧困線以下 - 対人口: 18.4% - 対家族数: 14.2% - 18歳未満: 25.5% - 65歳以上: 21.0% |

## 都市と町
| - ブラウンズビル - 郡庁所在地 - ビースプリング - ビッグリーディ - シーダースプリング - チャリービート - ハフ - リンゼービル | - マンモスケーブ - ピッグ - ローダ - ロッキーヒル - サンフィッシュ - スウィーデン - ウィンディビル |

## 教育
エドモンソン郡教育システムの一部として運営されている公立学校が4校ある。すなわちカイロック小学校（郡北部のカイロック）、サウスエドモンソン小学校（郡南部のチャリービート近く）、エドモンソン郡5年/6年センター、およびエドモンソン郡高校（どちらもブラウンズビル市内）である。

## 見どころ
エドモンソン郡でも最大の観光地はマンモス・ケーブ国立公園であり、通常年間ほぼ200万人の観光客が訪れている。この公園が郡域のおよそ4分の1を占めている。
郡北部の大半はノーリン湖であり、この地域は2001年にケンタッキー州立公園となり、釣りなどレクリエーションの機会を提供している。

## メディア
郡内では週刊紙「エドモンソン・ニューズ」が発行されている。この新聞はニックネームの「ザ・ギムレット」と呼ばれることもあり、スローガンは「突き進む」である。発行部数は3,704部である。
2007年3月6日、ケーブルテレビのMTVが、「誰が軍隊に入るか」という題の記事を載せた。その中で、エドモンソン郡は国内でも入隊率の高い郡だと記していた。

## 著名な出身者
- ジョー・ブラントン、メジャーリーグベースボールの投手、フィラデルフィア・フィリーズ、テネシー州ナッシュビルで生まれたが、子供時代と青年時代の大半をエドモンソン郡で過ごした